# Anthrax consul
Anthrax consul är en tvåvingeart som först beskrevs av Osten Sacken 1886.  Anthrax consul ingår i släktet Anthrax och familjen svävflugor. Inga underarter finns listade i Catalogue of Life.